# MGMaps
MGMaps (або Mobile GMaps) — безплатний картографічний застосунок (мідлет) з відкритим кодом, написаний на мові Java для мобільних пристроїв з підтримкою J2ME, призначений для відображення онлайн та офлайн мап і навігації (з та без GPS).

## Історія
MGMaps, мобільний застосунок для перегляду тайлів мап різних картографічних вебсервісів, зокрема мап доріг та супутникових знімків від Google Maps, створив програміст Крістіан Стренг (англ. Cristian Streng).
Перший реліз MGMaps 1.00 beta було випущено 30 червня 2005.
Назва застосунку Mobile GMaps (скорочено MGMaps) пов'язана з першопочатковим використанням сервісу Google Maps.
Комерційною підтримкою займалася естонська компанія Nutiteq, яка постачала платне програмне забезпечення MGMaps Pro SDK (разом з джерельним кодом застосунку MGMaps) та вільну програмну бібліотеку MGMaps Lib SDK, а також безкоштовну власну брендовану версію мобільного застосунку під назвою Nutimap.

### Реакція Google
31 липня 2007, Google Enforcement Team надіслалала електронною поштою повідомлення розробнику MGMaps з вимогою видалити з програми підтримку завантаження тайлів Google Maps:
Через те що ви використовуєте контент без дозволу, ми змушені просити вас припинити відображення тайлів мап Google Maps для мобільних пристроїв у вашому власному застосунку. Будь-ласка, негайно підтвердіть що ви це зробите.— Google Enforcement Team, Subject: Unauthorized use of content - Mobile Gmaps
У подальших версіях MGMaps було вимкнуто опцію завантаження тайлів Google Maps, але додано сервіс мап OpenStreetMap та можливість користувачам власноруч додавати URL до тайлів мап інших сторонніх сервісів WMS/TMS.

### Закриття проєкту
Останні стабільна і нестабільна версії застосунку було випущено 22 серпня 2009.
14 липня 2011, розробник опублікував новину із закликом до участі у розробці та опублікував адресу репозиторію вихідного коду (SVN).
27 листопада 2011, розробник офіційно повідомив про закриття проєкту:
Наразі, розробку MGMaps зупинено близько двох років тому... але про це ніколи не анонсувалося на цій сторінці. Тож як є, я більше не працюю над цим проєктом. Є (малий) шанс на те, що проєкт буде переопрацьовано та портовано [на Android - прим.], але до тих пір як це станеться ви можете вважати проєкт MGMaps закритим.— Cristian Streng, MGMaps News - Development Stopped (November 27th, 2011)
Станом на 2024, сайт застосунку працює, а сам застосунок доступний для вільного завантаження.

## Особливості
- Підтримка великої кількості мобільних пристроїв (для окремих пристроїв надаються спеціальні JAD/JAR-інсталятори), зокрема фічефонів з обмеженим розміром RAM та малими дисплеями, смартфонів Symbian S60 (Nokia N95 та інших), BlackBerry, Windows Mobile.
- Підтримка роботи з онлайн сервісами в мобільних мережах GPRS 2G (рекомендується EDGE, 3G, HSDPA, 4G LTE або Wi-Fi).
- Підтримка роботи з вбудованими та зовнішніми (через Bluetooth[22]) GPS-приймачами.
- Налаштування поточної геолокації (переміщенням курсора на мапі, вибором зі списку закладок або введенням географічних координат вручну).
- Завантаженя тайлів з різних картографічних вебсервісів (TMS):
  - вбудовані: Google Maps,  Yahoo! Maps, Ask.com, MSN Virtual Earth (пізніше Windows Live Maps), OpenStreetMap, Flof Calles (Аргентина), Naqsha (Пакистан);
  - користувацькі: через URL до WMS/TMS-сервісу.
- Офлайн режим з використання файлів мап (кешованих тайлів, скопійованих у пам'ять мобільного пристрою або вбудованих у JAR-інсталятор застосунку).
- Перемикання між стилями мапи (мапа доріг, супутникові знімки, гібрид).
- Відображення величин у метричній та імперській системах мір.
- Імпорт джерел тайлів WMS/TMS сервісів з файлів Keyhole Markup Language (KML)[23].
- Збереження данних у стисному форматі KML (KMZ).
- Географічний пошук з допомогою сервісу Google Search.
- Відображення данних сервісу геокодування NAC Geo[en].
- Відображення дорожнього трафіку з допомогою сервісів Google Maps і Traffic.com.
- GPS-трекінг з допомогою сервісів GMap Track та Connect2Car.
- Відображення данних про точки доступу Wi-Fi сервісу FON.
- Відображення данних про POI-мітки у Wikimapia.
- Створення і редагування власних POI-міток, з можливістю імпорту та експорту у форматі KML.
- Надсилання SMS з інформацією про поточну геолокацію.
- Налаштування відображення елементів інтерфейсу користувача.
- Тестування мережевого з'єднання мобільних мереж і швидкості завантаження данних.
- Налаштування для з'єднання через проксі-сервер.
- Відлагоджувач для відстеження помилок у роботі застосунку.

### gMapMaker
gMapMaker — комп'ютерна програма з відкритим кодом для завантаження тайлів мап і конвертації їх для MGMaps, створена автором MGMaps.
Окім gMapMaker, можна використовувати й інші альтернативні завантажувачі тайлів, зокрема вільне програмне забезпечення Mobile Atlas Creator (MOBAC) та SAS.Планета.

### GMap-Track.com
GMap-Track.com — онлайн-картографічний сервіс для GPS-трекінгу, створений автором MGMaps.
Станом на 2024, сервіс закрито.